# 18707 Annchi
18707 Annchi è un asteroide della fascia principale. Scoperto nel 1998, presenta un'orbita caratterizzata da un semiasse maggiore pari a 2,5565706 UA e da un'eccentricità di 0,1860628, inclinata di 6,85324° rispetto all'eclittica.